# Sallertaine
Sallertaine település Franciaországban, Vendée megyében. Lakosainak száma 3390 fő (2022. január 1.). Sallertaine La Barre-de-Monts, Challans, Châteauneuf, La Garnache, Le Perrier, Saint-Gervais, Saint-Jean-de-Monts és Saint-Urbain községekkel határos.

## Népesség
A település népessége az elmúlt években az alábbi módon változott:
| Lakosok száma | 2864 | 3036 | 3147 | 3099 | 3129 | 3171 | 3232 | 3265 | 3390 |
|               | 2013 | 2015 | 2016 | 2017 | 2018 | 2019 | 2020 | 2021 | 2022 |